# Стара Градишка
Стара Градишка је насељено мјесто и средиште истоимене општине, у Западној Славонији, Бродско-посавска жупанија, Република Хрватска.

## Географија
Налази се око 16 км јужно од Окучана, на лијевој обали ријеке Саве, преко које се налази Градишка у Републици Српској.

## Историја
У Старој Градишки неколико мештана је окупио 1867. године трговац Коста Угринић. Вукову књигу о српским обичајима узели су трговци: Пајо Павловић, Илија Чолановић и Васа Павловић.
Парох староградишки је 1870. године поп Васо Миоковић.
Место је 1885. године било у саставу Новоградишког изборног среза за српски црквено-народни сабор у Карловцима. У њему је тада пописано 770 православних Срба. Занимљиво је да је број Срба у месту исти у три пописа: 1847., 1867. и 1885. године - 770.
Стара Градишка се од распада Југославије до маја 1995. године налазила у Републици Српској Крајини. До територијалне реорганизације насеље се налазило у саставу бивше општине Нова Градишка.

## Становништво
Према попису становништва из 2011. године, насеље Стара Градишка је имало 327 становника.
| Националност       | 1991. | 1981. | 1971. | 1961. |
| Срби               | 435   | 290   | 351   | 379   |
| Југословени        | 60    | 188   | 50    | 23    |
| Хрвати             | 50    | 33    | 56    | 240   |
| остали и непознато | 47    | 26    | 33    | 26    |
| Укупно             | 592   | 537   | 490   | 668   |

| Демографија | Демографија | Демографија |
| Година      | Становника  | Становника  |
| ----------- | ----------- | ----------- |
| 1961.       | 668         |             |
| 1971.       | 490         |             |
| 1981.       | 537         |             |
| 1991.       | 592         |             |
| 2001.       | 542         |             |
| 2011.       |             | 327         |

## Попис 1991.
На попису становништва 1991. године, насељено место Стара Градишка је имало 592 становника, следећег националног састава:
| Попис 1991.‍  | Попис 1991.‍  | Попис 1991.‍ | Попис 1991.‍ | Попис 1991.‍ |
| ------------ | ------------ | ----------- | ----------- | ----------- |
|              |              |             |             |             |
| Срби         | Срби         |             | 435         | 73,47%      |
| Југословени  | Југословени  |             | 60          | 10,13%      |
| Хрвати       | Хрвати       |             | 50          | 8,44%       |
| Муслимани    | Муслимани    |             | 19          | 3,20%       |
| Македонци    | Македонци    |             | 6           | 1,01%       |
| Црногорци    | Црногорци    |             | 4           | 0,67%       |
| Русини       | Русини       |             | 1           | 0,16%       |
| неопредељени | неопредељени |             | 13          | 2,19%       |
| непознато    | непознато    |             | 4           | 0,67%       |
| укупно: 592  |              |             |             |             |